# Chassaradès
Chassaradès (en francès Chasseradès) és un municipi francès situat al departament del Losera i a la regió d'Occitània.